# Principado de Moldavia
Moldavia (en rumano: Moldova, pronunciado molˈdova o Țara Moldovei, literalmente "El país de Moldavia"; en cirílico rumano: Молдова o Цара Мѡлдовєй; eslavo eclesiástico: Землѧ Молдавскаѧ; griego: Ἡγεμονία τῆς Μολδαβίας) es una región histórica y antiguo principado de Europa Central y Oriental, correspondiente al territorio comprendido entre los Cárpatos orientales y el río Dniéster. El principado de Moldavia (en rumano: Principatul Moldovei; en antiguo eslavo eclesiástico: Землѧ Молдавскаѧ, romanizado: Zemlya Moldavskaya) fue un principado tardo-medieval europeo, situado entre los Cárpatos orientales y el río Dniéster.
Inicialmente fue un estado independiente y que posteriormente pasó a ser autónomo. Existió desde el siglo XIV hasta 1859, cuando se unió a Valaquia (Țara Românească) para formar los Principados Unidos de Moldavia y Valaquia, actualmente conocido como Rumania. En diversas épocas, Moldavia incluyó las regiones de Besarabia (con los Budyak), toda Bucovina y Gertsa. Por un tiempo también se incluía región de Pocutia. La mitad occidental de Moldavia ahora forma parte de Rumanía, mientras que la parte oriental pertenece a la República de Moldavia y las partes septentrional y sudoriental son territorios de Ucrania.
El rey Luis I de Hungría decidió fundar un estado al oriente del reino húngaro para proteger su estado de los constantes ataques tártaros. Para ello nombró regente al noble rumano Dragoș, quien era conde de Maramureș. De esta manera, abandonando su cargo anterior, este gobernó en calidad de regente de la nueva entidad territorial entre 1351 y 1353. No fue independiente de Hungría, sino que cumplió con su función original y tras la muerte de Dragoș su hijo Sas lo sucedió en el gobierno entre 1351 y 1358. Posteriormente tras la muerte de Sas, su hijo Balk tomó el lugar de su padre siendo electo por un breve periodo, pues fue derrocado por otro noble de origen rumano, quien ascendió al trono bajo el nombre de Bogdan I de Moldavia. A partir de este momento Moldavia se convirtió en un Estado nuevo, aunque vasallo de Hungría, y Balk huyó hacia la protección del rey Segismundo de Hungría, donde se asentó y tuvo descendencia.

## Nombre y etimología
La referencia original y efímera a la región era Bogdania, en honor a Bogdan I, la figura fundadora del principado. Los nombres Moldavia y Moldova derivan del nombre del río Moldova; sin embargo, se desconoce la etimología y existen diversas variantes:
- Una leyenda mencionada en la Descriptio Moldaviae (1714) de Demetrio Cantemir lo relaciona con una cacería de uros del Vaivoda de la Voivodato de Maramureș Dragoș y la persecución por parte de éste de un urogallo marcado con una estrella. Dragoș iba acompañado de su sabueso hembra, llamado Molda; cuando llegaron a orillas de un río desconocido, Molda alcanzó al animal y fue muerto por él. El nombre del perro se habría combinado con la palabra rumana para agua, apă y se habría dado al río y extendido al país.
- El gótico Mulda (gótico: 𐌼𐌿𐌻𐌳𐌰, ᛗᚢᛚᛞᚨ) que significa "polvo", "suciedad" (cognado con el inglés mould y en español Moho), en referencia al río.
- Una etimología eslava (-ova es un sufijo eslavo bastante común), que marca el final de una forma genitiva eslava, que denota propiedad, principalmente de sustantivos femeninos (por ejemplo: "el de Molda").
- En un documento de 1334 se menciona a un terrateniente llamado Alexa Moldaowicz como boyardo local al servicio de Yuriy II de Halych; esto atestigua el uso del nombre antes de la fundación del Estado moldavo y podría ser el origen del nombre de la región.

En una serie de monedas de Pedro I y Esteban I, acuñadas por maestros sajones y con leyendas alemanas, en los reversos aparece el nombre de Moldavia en la forma Molderlang/Molderlant (recto: Molderland).
En varias referencias tempranas, Moldavia aparece bajo la forma compuesta Moldo-Wallachia (del mismo modo que Valaquia puede aparecer como Hungro-Wallachia). Las referencias a Moldavia en turco otomano incluían Boğdan Iflak (بغدان افلاق, que significa "Valaquia de Bogdán") y Boğdan (y ocasionalmente Kara-Boğdan, قره بغدان, "Bogdania Negra"). (Véanse también los nombres en otras lenguas.
Los nombres de la región en otros idiomas incluyen el francés Moldavie, alemán: Moldau, húngaro: Moldva, ruso: Молдавия (Moldaviya), turco: Boğdan Prensliği, griego: Μολδαβία.

## Historia

### Alta Edad Media
Los habitantes de Moldavia eran cristianos. Los trabajos arqueológicos revelaron los restos de una necrópolis cristiana en Mihălășeni, distrito de Botoșani, del siglo V. El lugar de culto y las tumbas tenían características cristianas, presentando una forma rectangular con lados de ocho y siete metros. En Nicolina, en Iași, se encontraron necrópolis y lugares de culto similares.
Los Bolohoveni son mencionados por el Códice de Hipacio en el siglo XIII. La crónica indica que estas tierras limitan con los principados de Halych, Volhynia y Kiev. La investigación arqueológica también identificó la ubicación de asentamientos fortificados del siglo XIII en esta región. Alejandro V. Boldur identificó Voscodavie, Voscodavti, Voloscovti, Volcovti, Volosovca y sus otras ciudades y pueblos entre el curso medio de los ríos Nistru/Dniéster y Nipru/Dniéper. Los bolohoveni desaparecieron de las crónicas tras su derrota en 1257 por las tropas de Daniel de Galitzia. Su identidad étnica es incierta; aunque los eruditos rumanos, basándose en su etnónimo, los identifican como rumanos (que se llamaban valacos en la Edad Media), las pruebas arqueológicas y el Códice de Hipacio (que es la única fuente primaria que documenta su historia) sugieren que eran un pueblo eslavo.
A principios del siglo XIII, los brodniks, un posible estado eslavo-valaco vasallo de Halych, estaban presentes, junto con los valacos, en gran parte del territorio de la región (hacia 1216, se menciona a los brodniks al servicio de Suzdal).
En algún momento del siglo XI, un vikingo llamado Rodfos fue asesinado por los valacos presumiblemente en la zona de lo que se convertiría en Moldavia. En 1164, el futuro emperador bizantino Andrónico I Comneno, fue hecho prisionero por pastores valacos en la misma región.

### Plena Edad Media

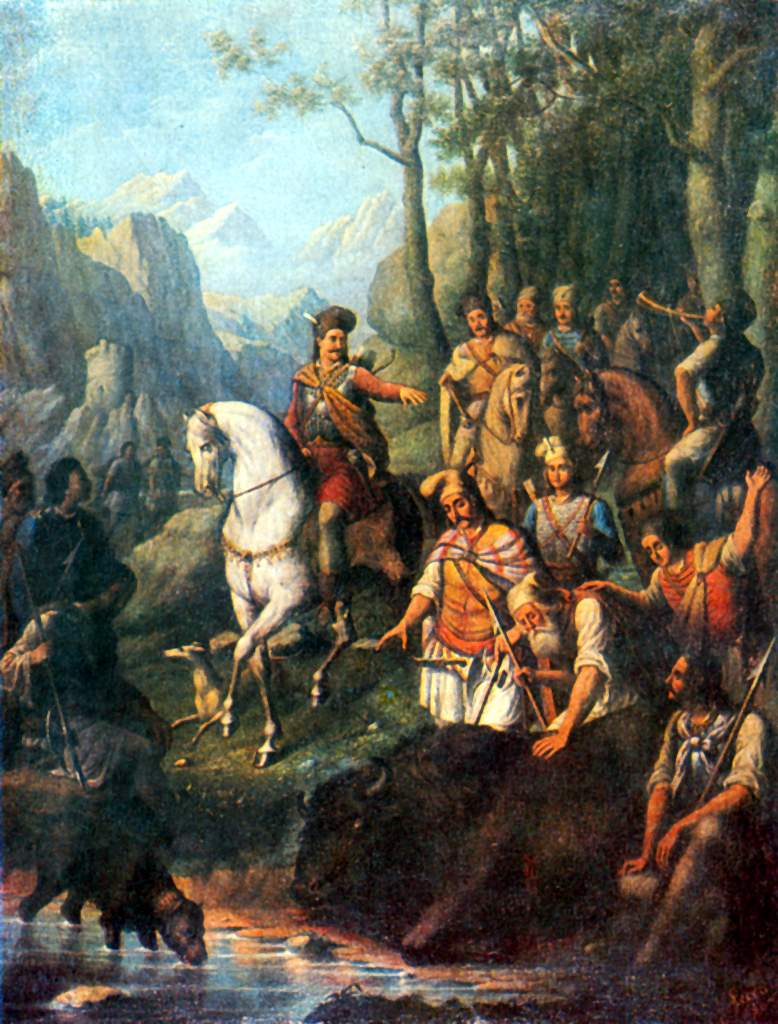
La caza del bisonte por el Vaivoda Dragoș (por Constantino Lecca)

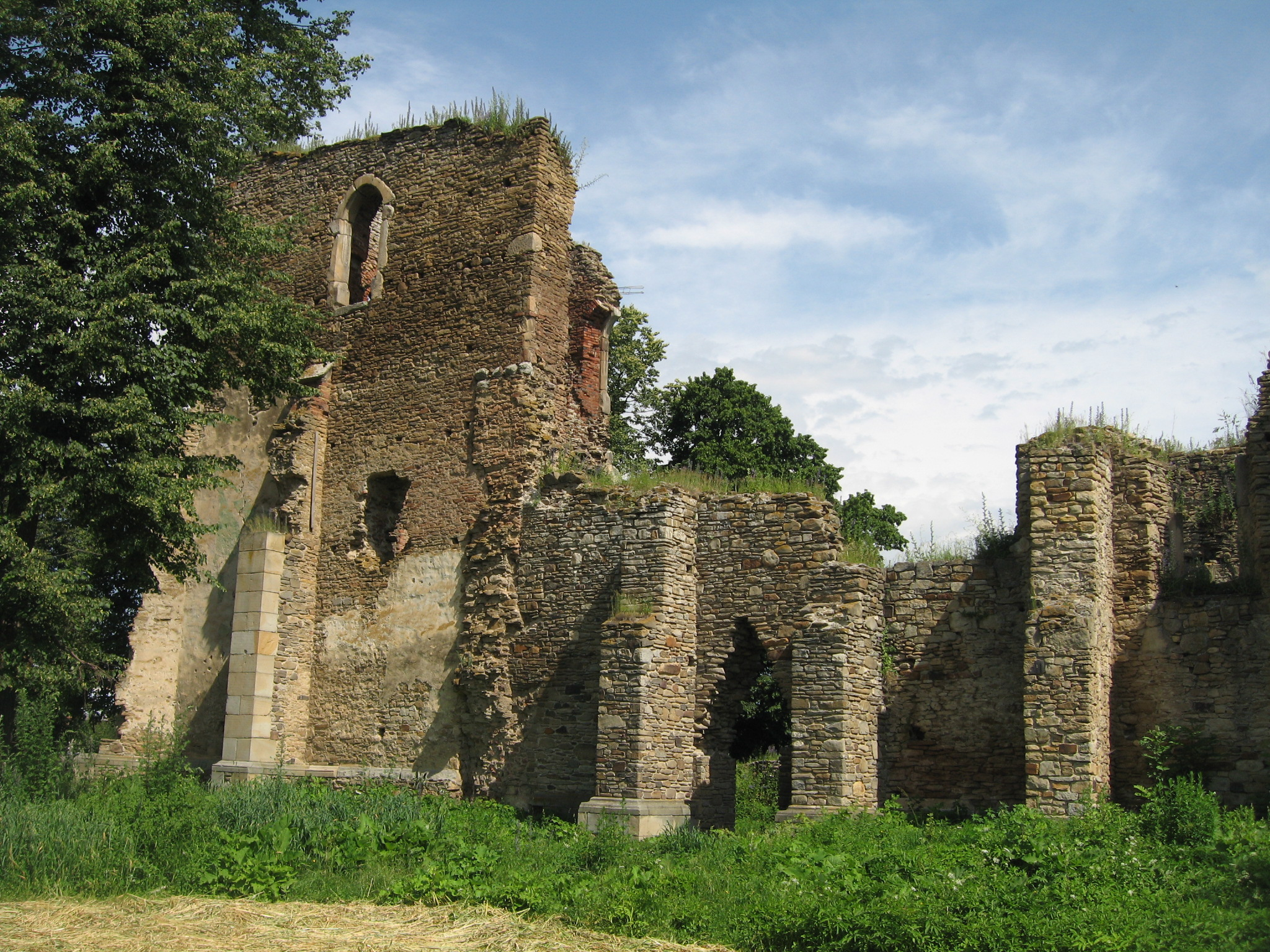
Ruinas de la catedral católica romana establecida por los colonos sajones de Transilvania en Baia (en alemán: Moldenmarkt), Distrito de Suceava, Rumanía.

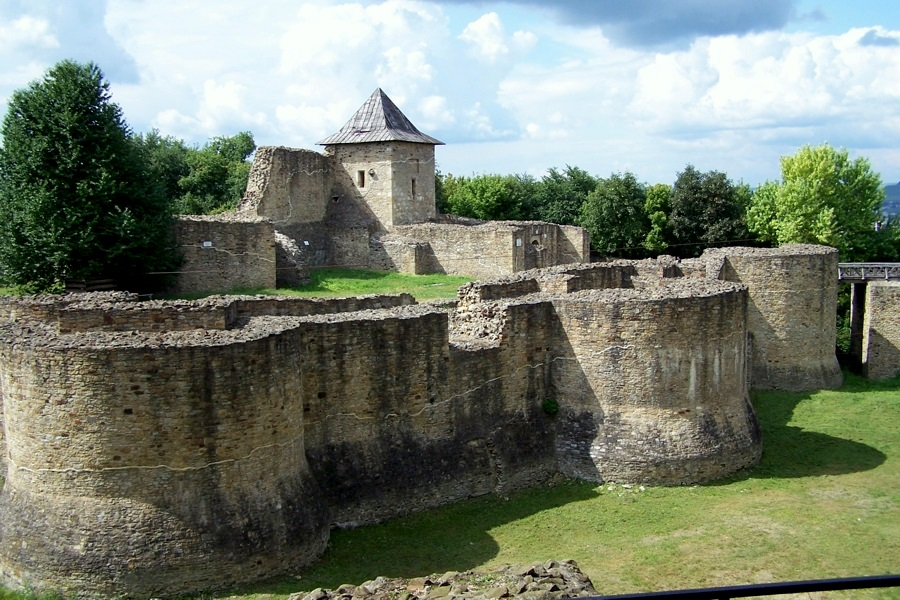
La Fortaleza Seat en Suceava, Rumanía

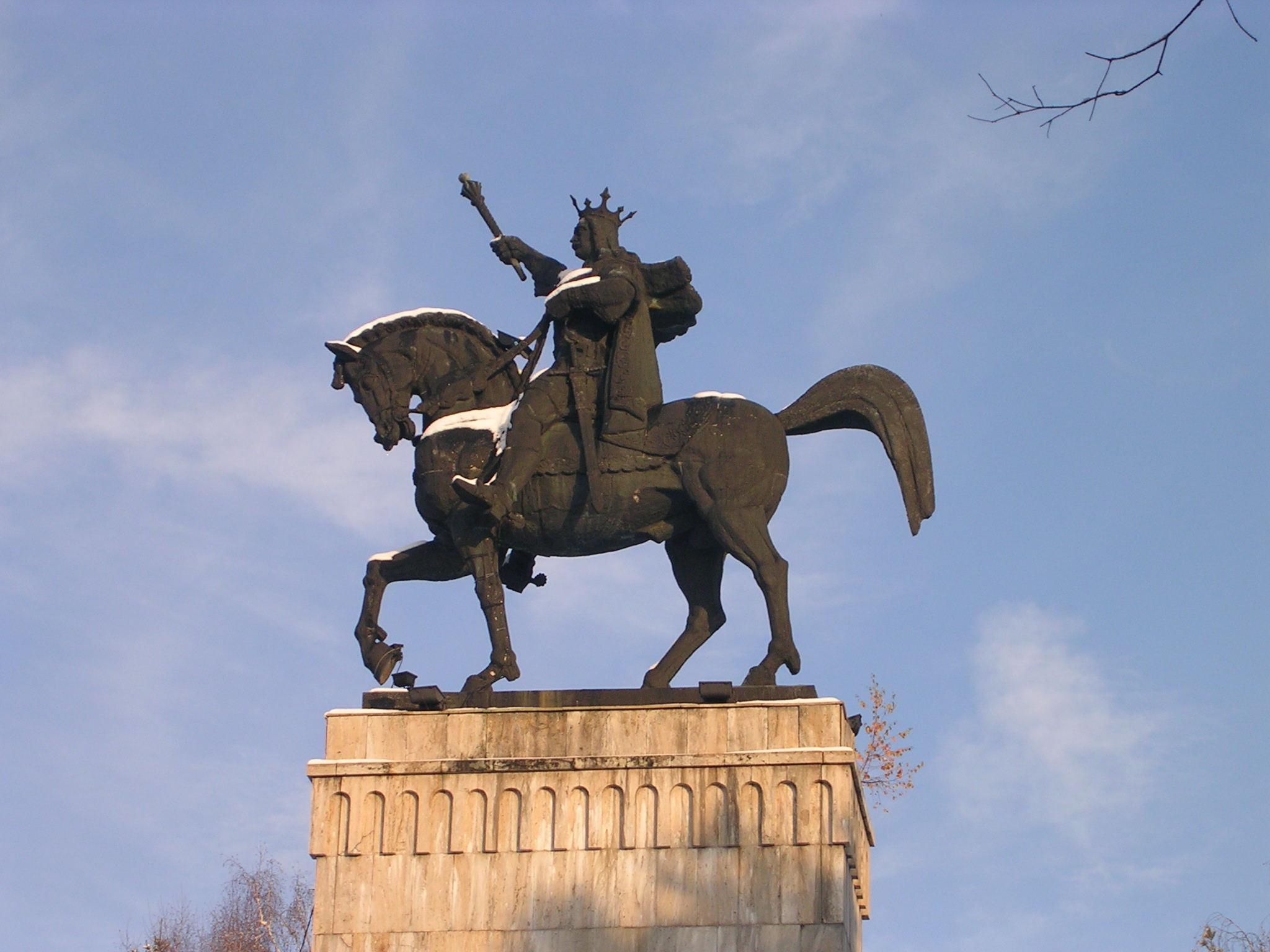
Estatua ecuestre del príncipe moldavo Esteban el Grande en Suceava

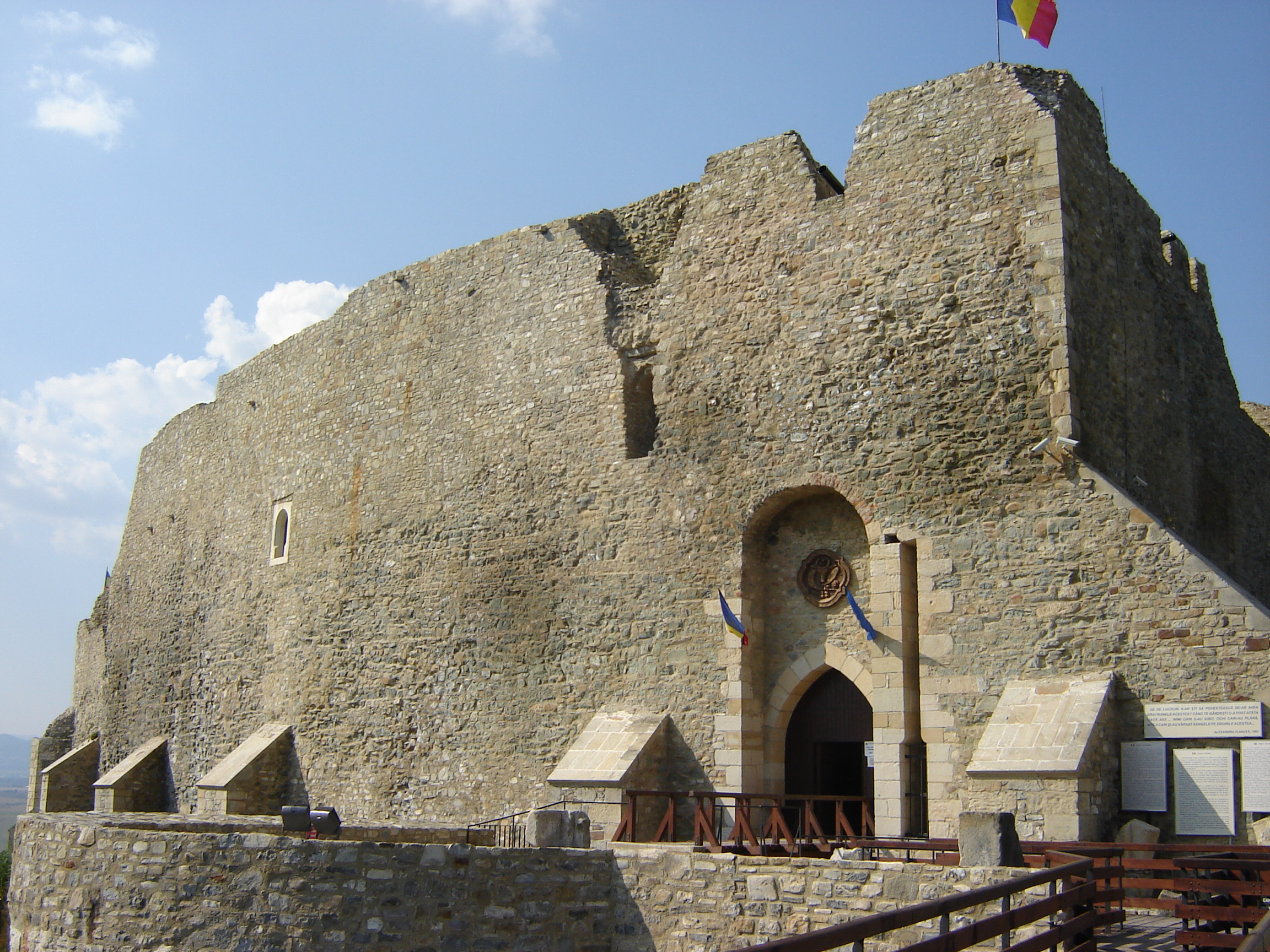
Ciudadela de Neamt en Targu Neamt, Rumanía

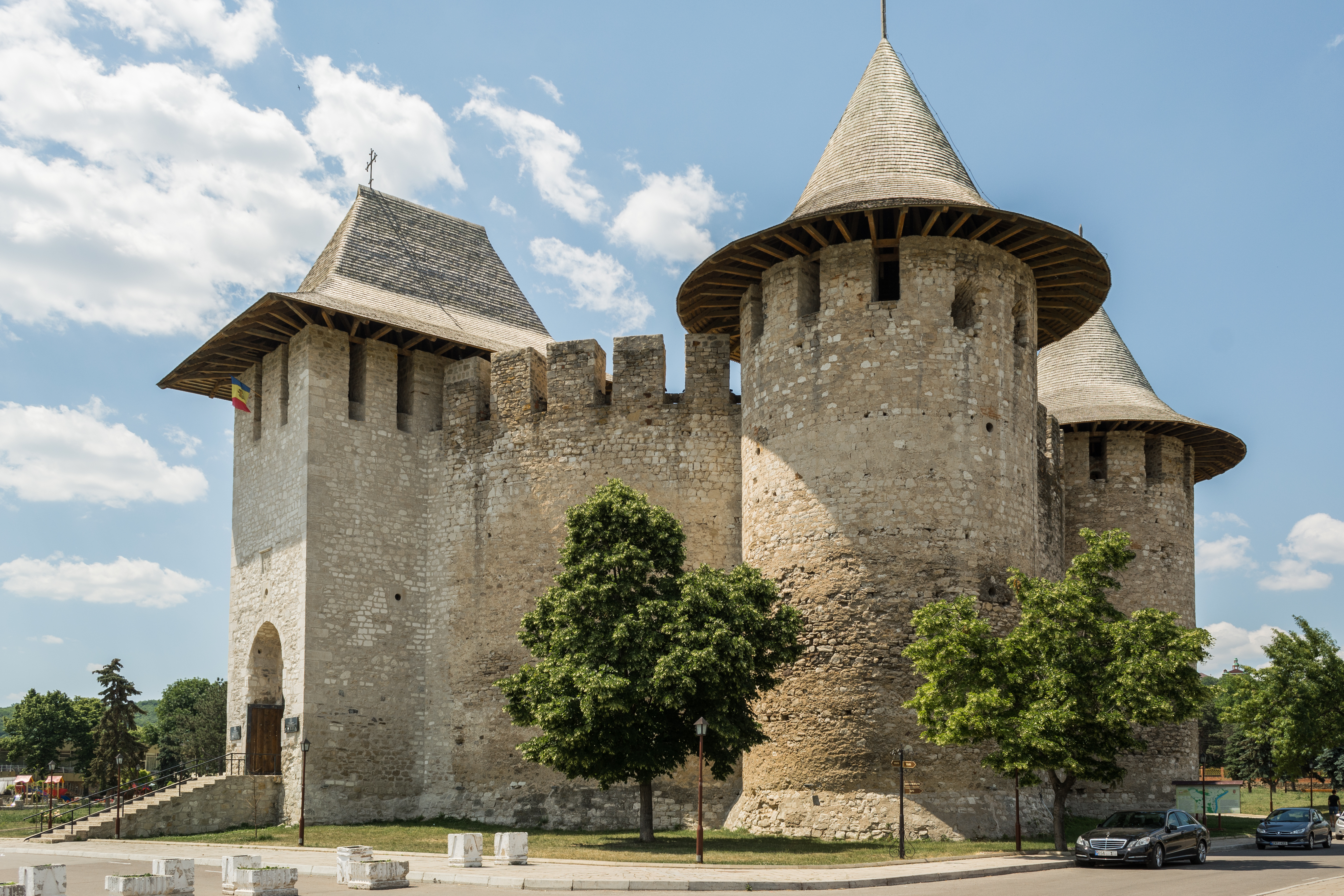
Fuerte de Soroca en Soroca, República de Moldavia

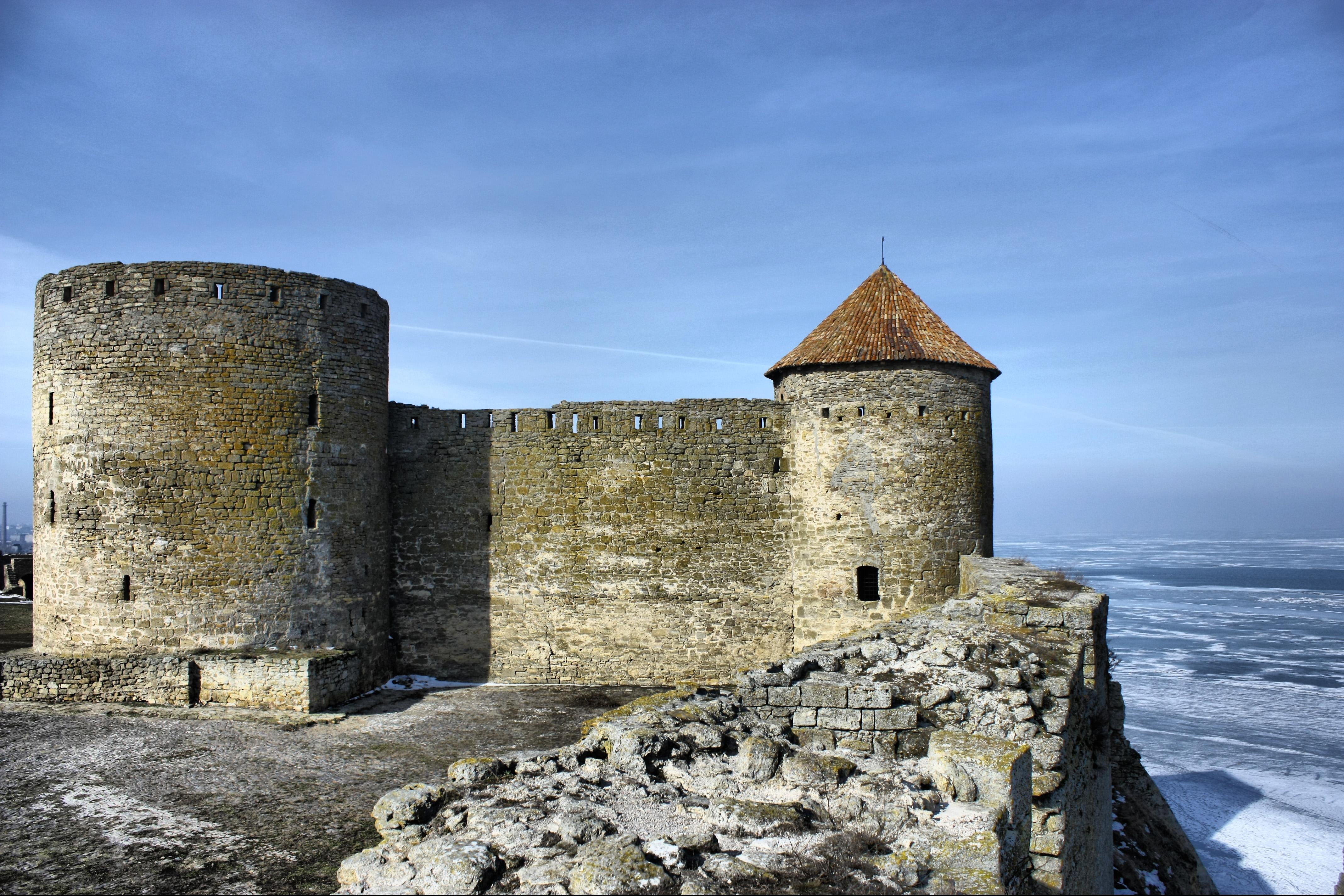
Fortaleza de Akkerman en Cetatea Alba, Ucrania

El franciscano Fray Guillermo de Rubruck, que visitó la corte del Gran Khan en la década de 1250, incluyó a "los Blac" o valacos entre los pueblos que pagaban tributo a los mongoles, pero el territorio de los valacos es incierto. Fray Guillermo describió "Blakia" como "territorio de Assan" al sur del Bajo Danubio, lo que demuestra que lo identificaba con las regiones septentrionales del Segundo Imperio Búlgaro. Más tarde, en el siglo XIV, el rey Carlos I de Hungría intentó expandir su reino y la influencia de la Iglesia católica hacia el este tras la caída del dominio cumanés y ordenó una campaña bajo el mando de Phynta de Mende (1324). En 1342 y 1345, los húngaros salieron victoriosos en una batalla contra los tártaro-mongoles; el conflicto se resolvió con la muerte de Jani Beg, en 1357. El cronista polaco Jan Długosz menciona a los moldavos (bajo el nombre de valacos) como integrantes de una expedición militar en 1342, bajo el mando del rey Vladislao I, contra el Margraviato de Brandemburgo.
En 1353, Dragoș, mencionado como Vlach Knyaz en Maramureș, fue enviado por Luis I para establecer una línea de defensa contra las fuerzas de la Horda de Oro de los mongoles en el río Siret. Esta expedición dio lugar a una entidad política vasalla de Hungría, en la región de Baia (Târgul Moldovei o Moldvabánya).
Bogdan de Cuhea, otro Vaivoda valaco de Maramureș que se había enemistado con el rey húngaro, cruzó los Cárpatos en 1359, tomó el control de Moldavia y consiguió arrancarla del control húngaro. Su reino se extendía hacia el norte hasta el río Cheremosh, mientras que la parte meridional de Moldavia seguía ocupada por los mongoles tártaros.
Tras residir primero en Baia, Bogdan trasladó la sede de Moldavia a Siret (allí permanecería hasta que Pedro II Mușat la trasladó a Suceava; finalmente fue trasladada a Iași bajo Alejandro Lăpușneanu - en 1565). La zona alrededor de Suceava, que corresponde aproximadamente a la futura Bucovina, constituiría más tarde una de las dos divisiones administrativas del nuevo reino, bajo el nombre de Țara de Sus (la "Tierra Alta"), mientras que el resto, a ambos lados del río Prut, formaba Țara de Jos (la "Tierra Baja").
Desfavorecido por la breve unión de la Polonia angevina y Hungría (esta última seguía siendo el señor del país), el sucesor de Bogdan, Lațcu, aceptó la conversión al catolicismo latino hacia 1370. A pesar de la fundación de la diócesis latina de Siret, este paso no tuvo consecuencias duraderas. A pesar de permanecer oficialmente ortodoxos orientales y culturalmente vinculados al Imperio Bizantino después de 1382, los príncipes de la Casa de Bogdan-Mușat entraron en conflicto con el Patriarcado de Constantinopla por el control de los nombramientos de la recién fundada sede metropolitana de Moldavia; el patriarca Antonio IV llegó a lanzar un anatema sobre Moldavia después de que Romano I expulsara al candidato de Contaninopla, enviándolo de vuelta a Bizancio. La crisis se resolvió finalmente a favor de los príncipes moldavos bajo Alejandro I. No obstante, la política religiosa siguió siendo compleja: aunque se desaconsejaban las conversiones a credos distintos del ortodoxo (y se prohibían a los príncipes), Moldavia contaba con importantes comunidades católicas latinas (germanos y magiares), así como armenios de la Iglesia Apostólica Armenia no calcedonia; después de 1460, el país acogió a refugiados husitas (fundadores de Ciuburciu y, probablemente, de Huși).
El principado de Moldavia abarcaba toda la región geográfica de Moldavia. En distintos periodos, otros territorios estuvieron vinculados políticamente con el principado moldavo. Es el caso de la provincia de Pocutia, los feudos de Cetatea de Baltă y Ciceu (ambos en Transilvania) o, en fechas posteriores, los territorios situados entre los ríos Dniéster y Bug.
Pedro II se benefició del fin de la unión húngaro-polaca y acercó el país al reino Jagellónico, convirtiéndose en vasallo de Vladislao II el 26 de septiembre de 1387. Este gesto tuvo consecuencias inesperadas: Pedro suministró al soberano polaco los fondos necesarios para la guerra contra los Caballeros Teutónicos y se le concedió el control de Pocutia hasta el pago de la deuda; como no consta que esto se llevara a cabo, la región pasó a ser disputada por los dos estados, hasta que Moldavia la perdió en la batalla de Obertyn (1531). El príncipe Pedro también extendió su dominio hacia el sur, hasta el delta del Danubio. Su hermano Romano I conquistó Cetatea Albă en 1392, dando a Moldavia una salida al Mar Negro, antes de ser derrocado del trono por apoyar a Fiodor Koriatovych en su conflicto con Vitautas el Grande de Lituania. Bajo Esteban I.
Aunque Alejandro I fue llevado al trono en 1400 por los húngaros (con la ayuda de Mircea I de Valaquia), cambió sus lealtades hacia Polonia (en particular, se enfrentó a las fuerzas moldavas en el bando polaco en la batalla de Grunwald y el sitio de Marienburgo) y colocó a sus propios gobernantes en Valaquia. Su reinado fue uno de los más exitosos de la historia de Moldavia, pero también fue testigo del primer enfrentamiento con los turcos otomanos en Cetatea Albă en 1420 y más tarde incluso de un conflicto con los polacos. Al largo reinado de Alejandro siguió una profunda crisis, en la que sus sucesores se enfrentaron entre sí en una sucesión de guerras que dividieron el país hasta el asesinato de Bogdan II y la ascensión de Pedro III Aron en 1451. No obstante, Moldavia fue objeto de nuevas intervenciones húngaras a partir de ese momento, ya que Matías Corvino depuso a Aron y apoyó a Alexăndrel en el trono de Suceava. El gobierno de Pedro Aron también significó el inicio de la lealtad de Moldavia al Imperio Otomano, ya que el gobernante acordó pagar tributo al sultán Mehmed II.

### Baja Edad Media
Bajo Esteban el Grande, quien ascendió al trono y posteriormente llegó a un acuerdo con Casimiro IV de Polonia en 1457, el Estado alcanzó su periodo más glorioso. Esteban bloqueó las intervenciones húngaras en la batalla de Baia, invadió Valaquia en 1471 y se enfrentó a las represalias otomanas con una gran victoria (la batalla de Vaslui de 1475); además, tras sentirse amenazado por las ambiciones polacas, también atacó Galicia y resistió una invasión polaca en la batalla del bosque de Cosmin (1497). Sin embargo, tuvo que entregar Chilia (actual Kiliyá) y Cetatea Albă (actual Bélgorod del Dniéster), las dos principales fortalezas del Budyak, a los otomanos en 1484 y en 1498, tuvo que aceptar la soberanía otomana, cuando se vio obligado a seguir pagando tributo al sultán Bayezid II. Tras la toma de Jotín y Pocutia, el reinado de Esteban supuso también una breve extensión del dominio moldavo a Transilvania: Cetatea de Baltă y Ciceu se convirtieron en sus feudos en 1489.

### Principios de la Edad Moderna y Renacimiento

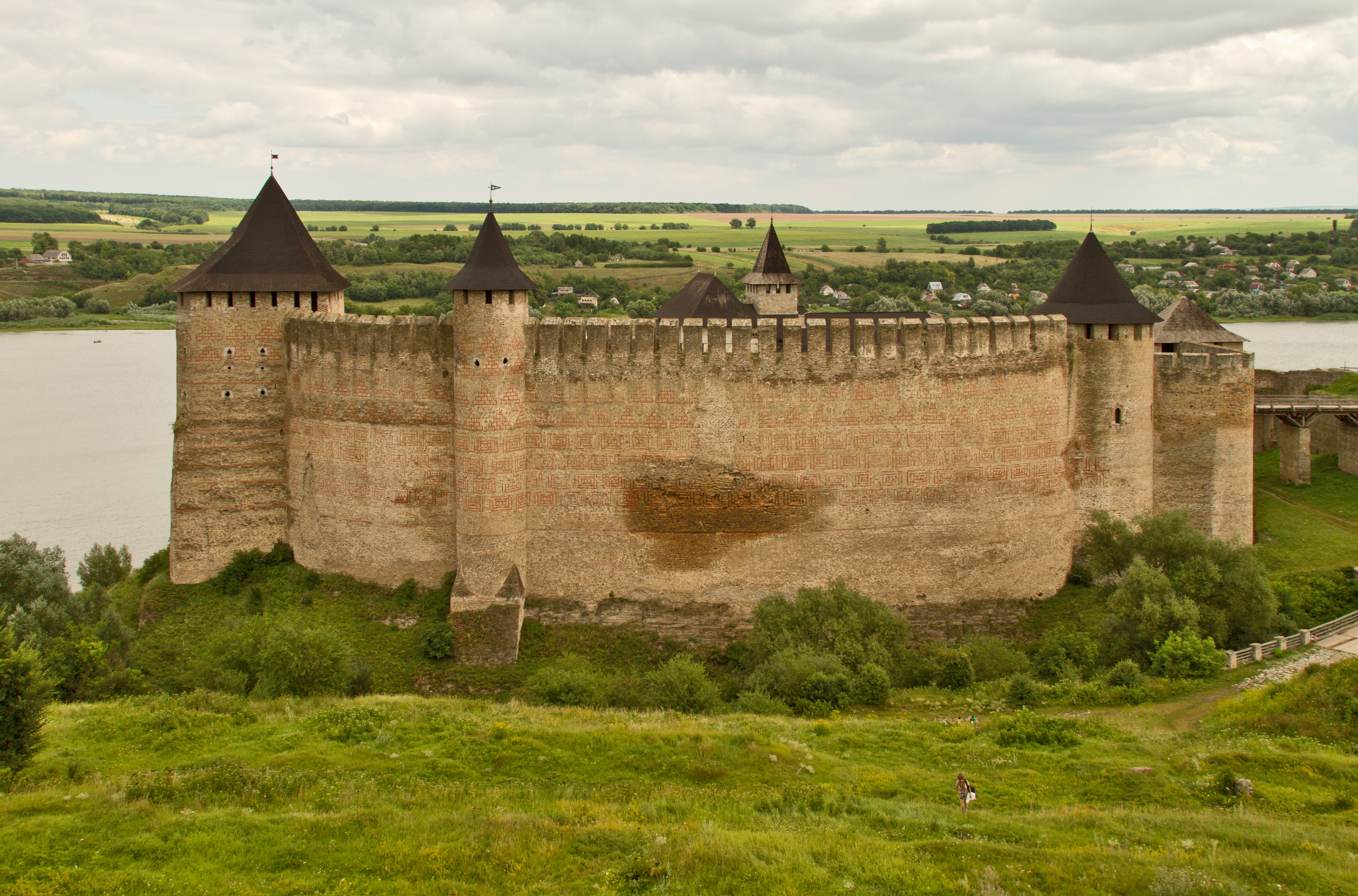
Fortaleza de Jotín en el río Dniéster, actual Ucrania, que entonces limitaba con la frontera norte del Principado de Moldavia y el sur de la Mancomunidad Polaco-Lituana.

Bajo Bogdan III el Tuerto, se confirmó el señorío otomano en una forma que rápidamente evolucionaría hacia el control de los asuntos de Moldavia. Pedro IV Rareș, que reinó en las décadas de 1530 y 1540, se enfrentó a la monarquía de los Habsburgo por sus ambiciones en Transilvania (perdiendo posesiones en la región a manos de Jorge Martinuzzi), fue derrotado en Pocutia por Polonia y fracasó en su intento de liberar a Moldavia del dominio otomano: el país perdió Bender a manos de los otomanos, que lo incluyeron en su Eyalato de Silistra.
Siguió un periodo de profunda crisis. Moldavia dejó de emitir su propia moneda hacia 1520, bajo el príncipe Esteban IV, cuando tuvo que hacer frente al rápido agotamiento de sus fondos y a las crecientes exigencias de la Puerta. Tales problemas se hicieron endémicos cuando el país, llevado a la Gran Guerra Turca, sufrió el impacto del estancamiento del Imperio Otomano; en un momento dado, durante las décadas de 1650 y 1660, los príncipes empezaron a recurrir a la falsificación de moneda, normalmente copias de riksdalers suecos, como la emitida por Eustratie Dabija. El declive económico fue acompañado de un fracaso en el mantenimiento de las estructuras estatales: las fuerzas militares moldavas, de base feudal, dejaron de convocarse y las pocas tropas mantenidas por los gobernantes siguieron siendo mercenarios profesionales, como los seimeni.

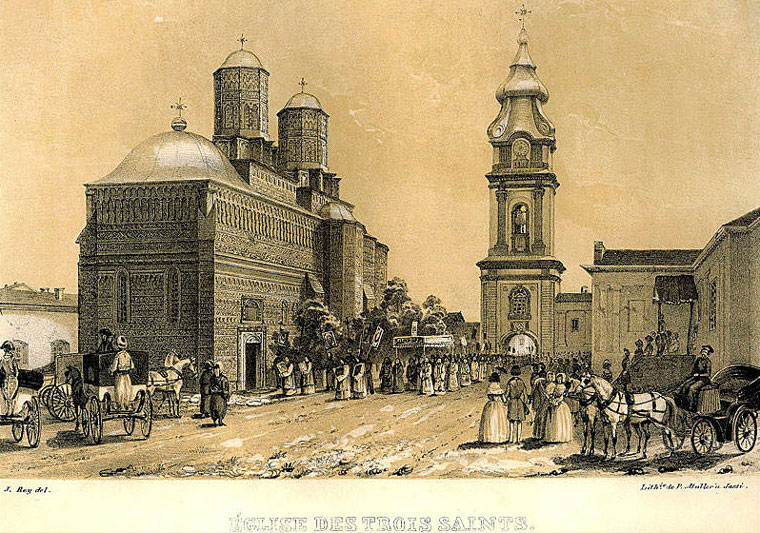
El monasterio de Trei Ierarhi, en Iași, albergó el Colegio Vasiliano, una institución de enseñanza superior fundada en 1640

En 1600, Miguel el Valiente se convirtió en príncipe de Valaquia, de Transilvania y de Moldavia.

Sin embargo, Moldavia y la igualmente afectada Valaquia siguieron siendo a la vez importantes fuentes de ingresos para el Imperio Otomano y economías agrícolas relativamente prósperas (especialmente como proveedoras de grano y ganado, esto último era especialmente relevante en Moldavia, que seguía siendo un país poco poblado de pastos). Con el tiempo, gran parte de los recursos quedaron ligados a la economía otomana, bien a través de monopolios sobre el comercio que solo se levantaron en 1829, tras el Tratado de Adrianópolis (que no afectó directamente a todos los dominios), bien a través del aumento de los impuestos directos, tanto los exigidos por los otomanos a los príncipes, como los exigidos por éstos a la población del país. Los impuestos eran directamente proporcionales a las peticiones otomanas, pero también a la creciente importancia del nombramiento otomano y la sanción de los príncipes frente a la elección por parte de los boyardos y el Consejo de los boyardos, Sfatul boieresc (en una competición entre pretendientes, que también implicaba la intervención de los acreedores como proveedores de sobornos). El sistema fiscal pronto incluyó impuestos como el văcărit (impuesto sobre las cabezas de ganado), introducido por primera vez por Iancu Sasul en la década de 1580.
Las oportunidades económicas ofrecidas provocaron una importante afluencia de financieros y funcionarios griegos y levantinos, que entraron en dura competencia con los altos boyardos por los nombramientos en la Corte. A medida que el sistema señorial sufría los golpes de las crisis económicas y en ausencia de la salarización (que implicaba que las personas en el cargo podían decidir sus propios ingresos), la obtención de un nombramiento principesco se convirtió en el principal objetivo de la carrera de un boyardo. Estos cambios también implicaron el declive del campesinado libre y el auge de la servidumbre, así como la rápida caída de la importancia de los bajos boyardos (institución tradicional, éstos pronto se convirtieron en marginales y, en los casos más exitosos, se sumaron a la población de las ciudades); sin embargo, también supusieron una rápida transición hacia una economía monetaria, basada en los intercambios en divisas. La servidumbre se vio duplicada por la población esclava (robi), mucho menos numerosa, compuesta por romaníes emigrantes y nogayos capturados.

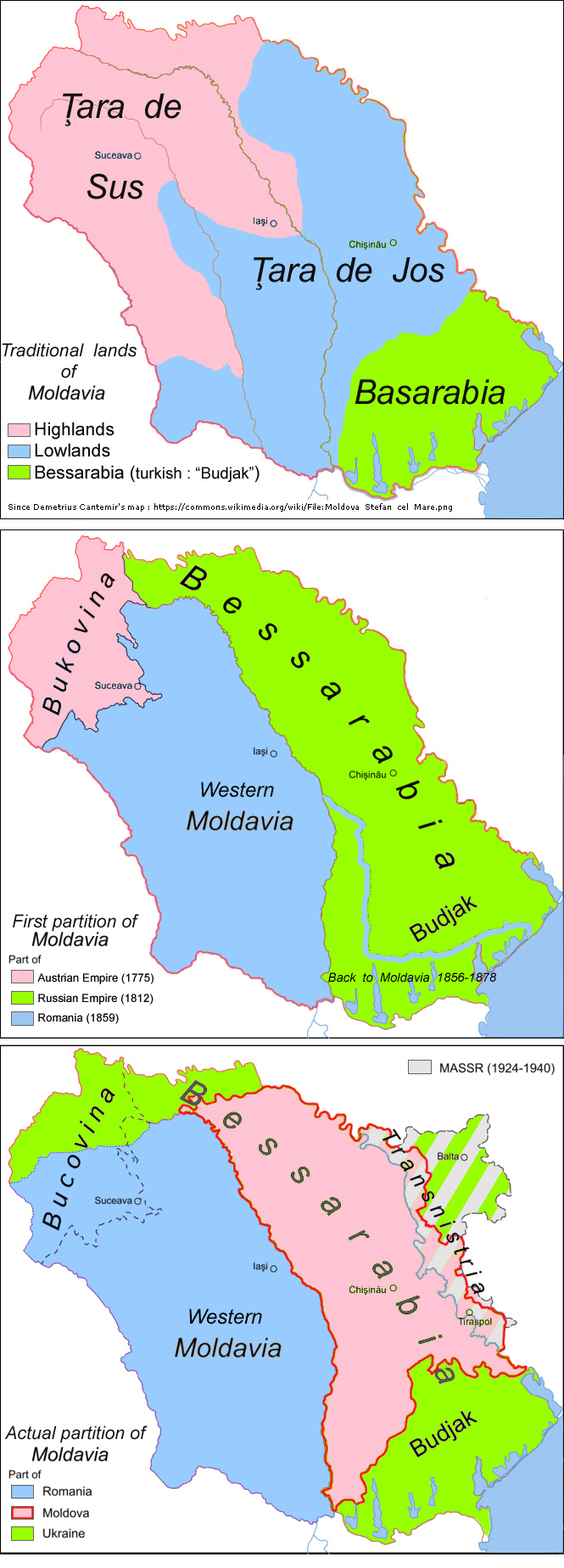
Moldavia a través del tiempo

El conflicto entre príncipes y boyardos llegó a ser excepcionalmente violento; este último grupo, que apelaba con frecuencia a la corte otomana para que los príncipes se atuvieran a sus exigencias, fue perseguido por gobernantes como Alejandro Lăpușneanu y Juan III. La revuelta de Juan Vodă contra los otomanos acabó con su ejecución (1574). El país se sumió en el caos político, con frecuentes incursiones y saqueos otomanos y tártaros. Las pretensiones de los Mușatins a la corona y el sistema tradicional de sucesión acabaron con decenas de reinados ilegítimos; uno de los usurpadores, Juan I Despot-Vodă, era un griego protestante que fomentó el Renacimiento e intentó introducir el luteranismo en Moldavia.
En 1595, el ascenso al trono de los boyardos Movilești con Ieremia Movilă coincidió con el inicio de frecuentes expediciones militares antiotomanas y antihabsbúrgicas de la Mancomunidad Polaco-Lituana en territorio moldavo (véase Guerras de los Magnates de Moldavia) y rivalidades entre pretendientes al trono moldavo alentadas por las tres potencias competidoras.
El príncipe valaco Miguel el Valiente, tras apoderarse previamente de Transilvania, depuso también al príncipe Ieremia Movilă, en 1600 y consiguió convertirse en el primer príncipe que gobernó Moldavia, Valaquia y Transilvania; el episodio acabó en conquistas polacas de tierras hasta Bucarest, pronto finalizadas por el estallido de la guerra polaco-sueca y el restablecimiento del dominio otomano. Las incursiones polacas recibieron un duro golpe por parte de los otomanos durante la batalla de Cecora de 1620, que también puso fin al reinado de Gaspar Graziani.
Siguió un periodo de relativa paz durante el gobierno más próspero y prestigioso de Vasile Lupu. Asumió el trono como boyardo en 1637 y comenzó a luchar contra su rival Gheorghe Ștefan, así como contra el príncipe valaco Matei Basarab. Sin embargo, su invasión de Valaquia, con el apoyo del Hetman cosaco Bogdán Jmelnitski, terminó en desastre en la batalla de Finta en 1653. Unos años más tarde, Moldavia fue ocupada durante dos breves intervalos por el príncipe valaco antiotomano Constantino Serban, que se enfrentó al primer gobernante de la familia Ghica, Jorge Ghica. A principios de la década de 1680, las tropas moldavas al mando de Jorge Ducas intervinieron en la Ucrania de la Margen Derecha y ayudaron a Mehmed IV en la batalla de Viena, para luego sufrir los efectos de la Gran Guerra Turca.

### Fanarios (1711-1822)

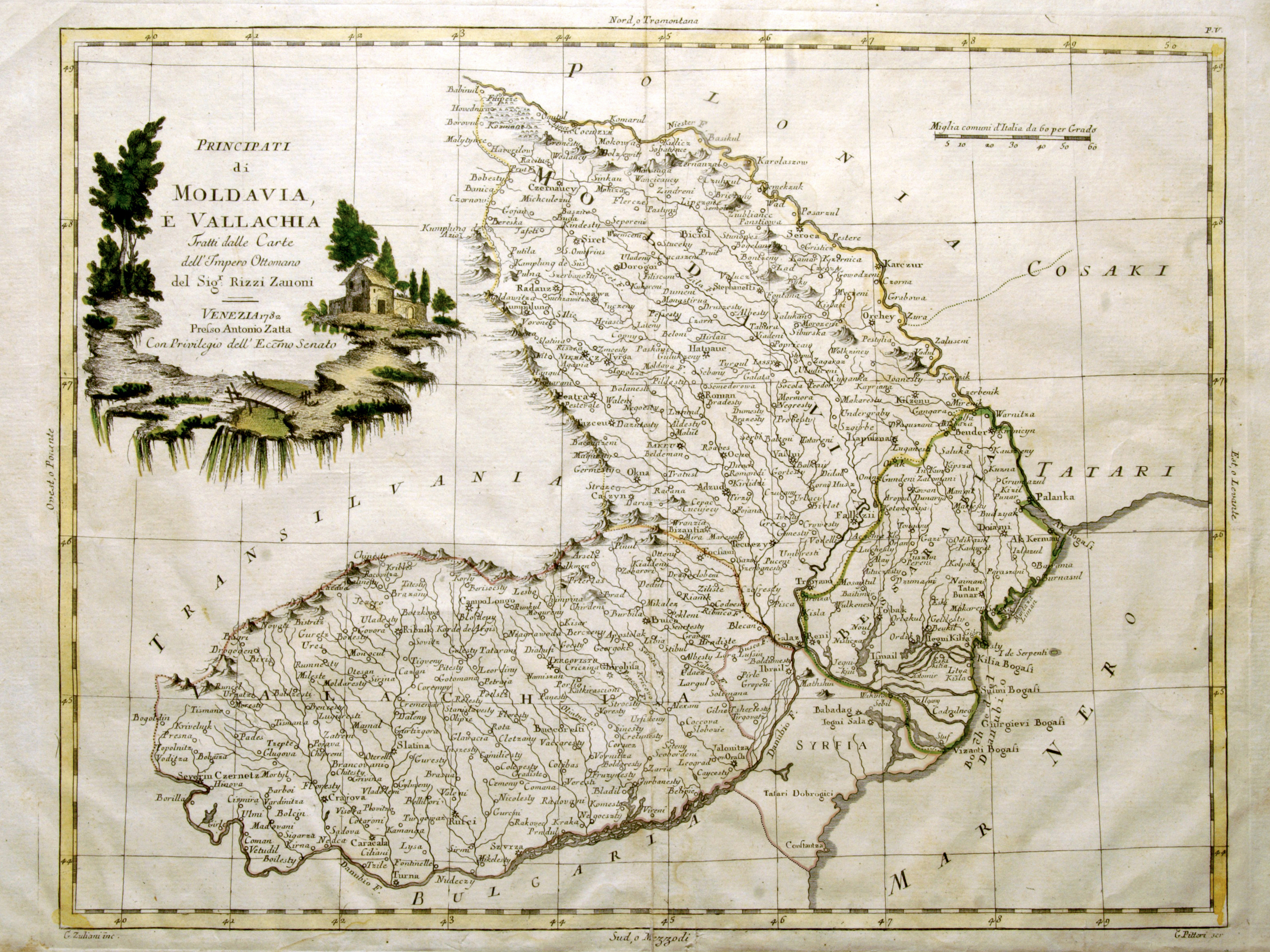
Los principados de Moldavia y Valaquia en 1782, mapa italiano de G. Pittori, desde el geógrafo Giovanni Antonio Rizzi Zannoni

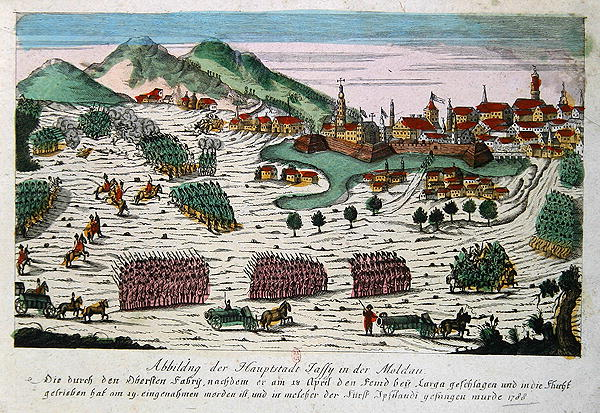
El asedio y la toma de Iași en 1788 por el ejército ruso.

A finales del siglo XVII, Moldavia se convirtió en el objetivo de la expansión hacia el sur del Imperio ruso, inaugurada por Pedro el Grande con la guerra ruso-turca de 1710-1711. El príncipe Demetrio Cantemir se alió con Pedro en abierta rebelión contra los otomanos, pero fue derrotado en Stănilești. El sultán Ahmed III descartó oficialmente el reconocimiento de las elecciones locales de príncipes, imponiendo en su lugar un sistema basado únicamente en la aprobación otomana: la época fanariota, inaugurada por el reinado de Nicolás Mavrocordatos.
El gobierno fanariote se caracterizó por la corrupción política, las intrigas y los elevados impuestos, así como por las incursiones esporádicas de los ejércitos de Habsburgo y Rusia en las profundidades del territorio moldavo. No obstante, también intentaron una modernización legislativa y administrativa inspirada en la Ilustración (como la decisión de Constantino Mavrocordatos de salarizar los cargos públicos, para indignación de los boyardos y la abolición de la servidumbre en 1749, así como el Código de Scarlat Callimachi) y supusieron una disminución de las exigencias otomanas después de que la amenaza de anexión rusa se hiciera real y las perspectivas de una vida mejor provocaran oleadas de emigración campesina a tierras vecinas. Los efectos del control otomano también se hicieron menos notables después de que el Tratado de Küçük Kaynarca de 1774 permitiera a Rusia intervenir en favor de los súbditos otomanos de fe ortodoxa oriental, lo que dio lugar a campañas de peticiones de los boyardos moldavos contra las políticas principescas.
En 1712, Jotín fue tomada por los otomanos y pasó a formar parte de un sistema defensivo que los príncipes moldavos debían mantener, así como de una zona de colonización islámica (la comunidad Laz).

### Fragmentación

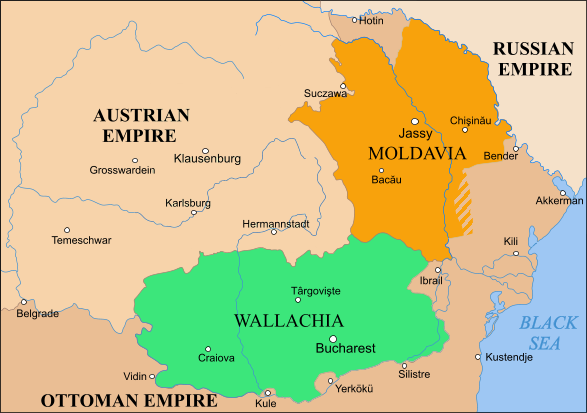
El Principado de Moldavia, 1793-1812, resaltado en naranja

En 1775, Moldavia perdió a manos del Imperio de los Habsburgo su parte noroccidental, que pasó a llamarse Bucovina. Para Moldavia supuso tanto una importante pérdida territorial como un duro golpe para el comercio de ganado, ya que la región se encontraba en la ruta comercial hacia Europa Central.
El Tratado de Jassy de 1792 obligó al Imperio Otomano a ceder Yedisán al Imperio Ruso, lo que hizo mucho más notable la presencia rusa, dado que el Imperio adquirió una frontera común con Moldavia. El primer efecto de esto fue la cesión de la mitad oriental de Moldavia (rebautizada como Besarabia) al Imperio ruso en 1812.

### Estatuto Orgánico, revolución de 1848

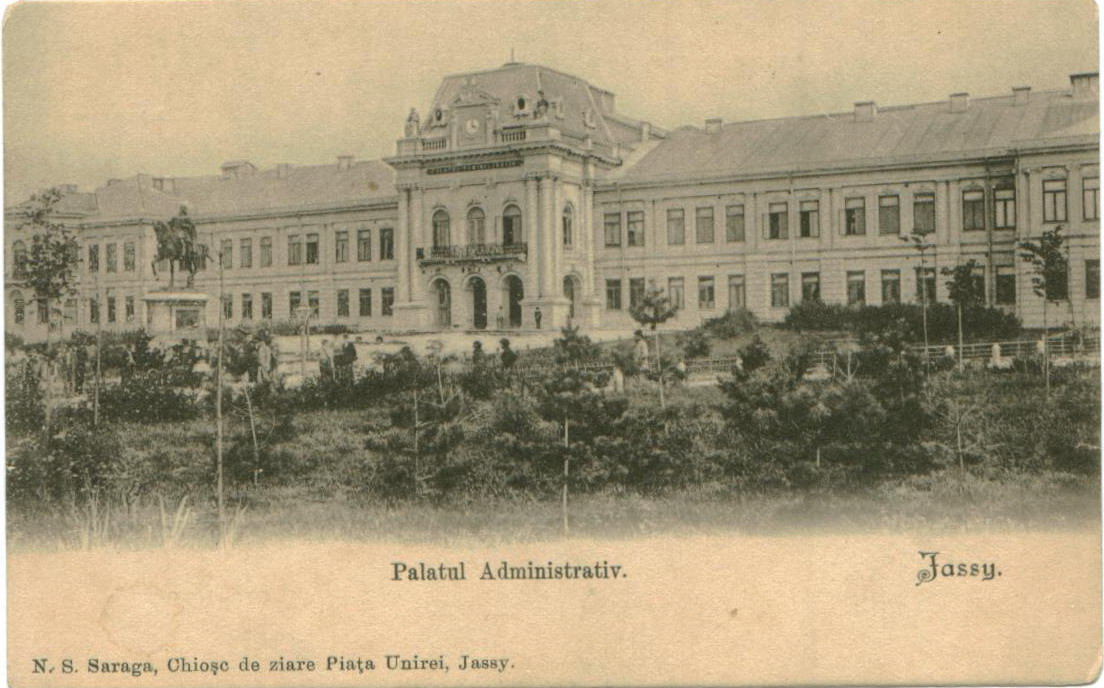
Iași, Palacio Principesco de Moldavia

El dominio fanariote finalizó oficialmente tras la ocupación del país en 1821 por la Filikí Etería de Aléxandros Ipsilantis durante la Guerra de Independencia griega; las posteriores represalias otomanas condujeron al gobierno de Juan Sturdza. Se le consideró el primero de un nuevo sistema, ya que los otomanos y Rusia habían acordado en 1826 permitir la elección por los lugareños de los gobernantes de los dos principados danubianos y convocaron su mandato por periodos de siete años. En la práctica, la Guerra Ruso-Turca (1828-1829) creó una nueva base para reinar en Moldavia, iniciando un periodo de dominación rusa sobre los dos países que no terminó hasta 1856. Iniciada como una ocupación militar bajo el mando de Pavel Kiselyov, la dominación rusa otorgó a Valaquia y Moldavia, que no se habían sustraído al control nominal otomano, el Estatuto Orgánico modernizador (el primer documento parecido a una constitución, así como el primero que contemplaba ambos principados). Después de 1829, el país también se convirtió en un importante destino para la inmigración de judíos asquenazíes procedentes del Reino de Galitzia y Lodomeria y de zonas de Rusia (véase Historia de los judíos en Rumanía y Sudiți).

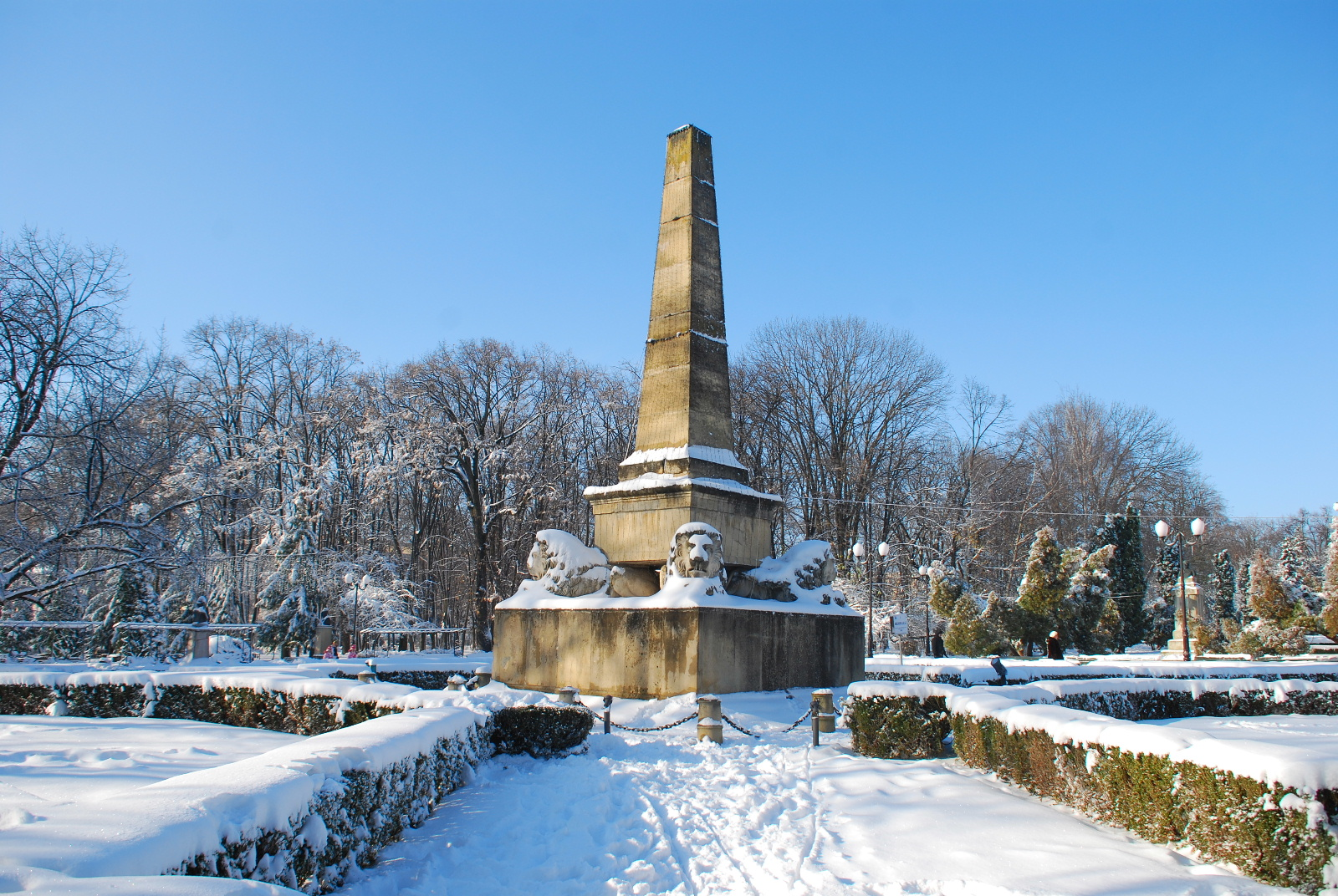
Iași, Obelisco de los Leones (1834), dedicado al Estatuto Orgánico.

El primer gobierno moldavo establecido bajo el Estatuto, el de Mihail Sturdza, fue sin embargo ambivalente: deseoso de reducir el abuso de poder, Sturdza introdujo reformas (la abolición de la esclavitud, la secularización, la reconstrucción económica), pero en general se consideró que imponía su propio poder sobre el de la recién instituida Asamblea consultiva. Un partidario de la unión de su país con Valaquia y del nacionalismo romántico rumano, consiguió el establecimiento de una unión aduanera entre ambos países (1847) y mostró su apoyo a los proyectos radicales favorecidos por los boyardos bajos; sin embargo, reprimió con notable violencia el intento revolucionario moldavo en los últimos días de marzo de 1848. Grigore Alejandro Ghica permitió a los revolucionarios exiliados regresar a Moldavia hacia 1853, lo que condujo a la creación del Partido Nacional (Partida Națională), un grupo transfronterizo de partidarios de la unión radical que hacía campaña por un Estado único bajo una dinastía extranjera.

### Sur de Besarabia

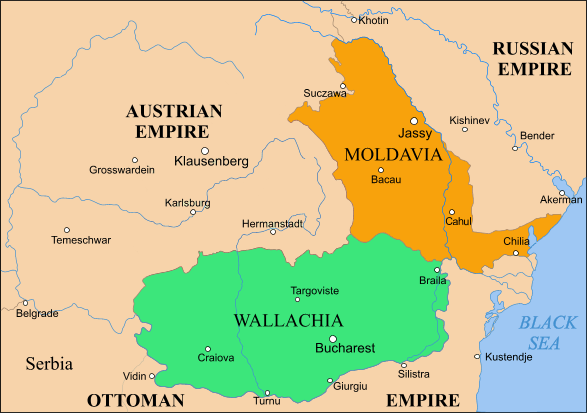
Moldavia (en naranja) después de 1856

En 1856, en virtud del Tratado de París, el Imperio ruso devolvió a Moldavia un importante territorio del sur de Besarabia (incluida una parte de Budyak), organizado posteriormente como los condados de Bolgrado, Cahul e Izmaíl.

### Unión con Valaquia
La dominación rusa terminó abruptamente tras la Guerra de Crimea, cuando el Tratado de París también pasó a los dos principados rumanos bajo la tutela de las grandes potencias europeas (junto con Rusia y el señor otomano, el reparto de poder incluía al Reino Unido de Gran Bretaña e Irlanda, el Imperio austriaco, el Imperio francés, el Reino de Piamonte-Cerdeña y Prusia). Debido a la oposición austriaca y otomana y a las reservas británicas, el programa de unión exigido por los radicales fue objeto de intensos debates.
En septiembre de 1857, dado que Caimacam Nicolae Vogoride había cometido fraude en las elecciones de Moldavia, las Potencias permitieron a los dos estados convocar divanes ad hoc, que debían decidir un nuevo marco constitucional; el resultado mostró un apoyo abrumador a la unión, como creación de un estado liberal y neutral. Tras nuevas reuniones entre los dirigentes de los Estados tutores, se llegó a un acuerdo (el Convenio de París), por el que se establecía una unión limitada: gobiernos y tronos separados, con sólo dos órganos comunes (un Tribunal de Casación y una Comisión Central con sede en Focșani); también se estipulaba que se debía promulgar una ley que pusiera fin a todos los privilegios y se devolvían a Moldavia las zonas alrededor de Bolgrado, Cahul e Izmaíl.
Sin embargo, la Convención no observó si los dos tronos no podían ser ocupados por la misma persona, lo que permitió a la Partida Națională presentar la candidatura de Alejandro Juan Cuza en ambos países. El 17 de enero (5 de enero de 1859, estilo antiguo), en Iași, fue elegido príncipe de Moldavia por el respectivo cuerpo electoral. Tras la presión ejercida en la calle sobre el cuerpo mucho más conservador de Bucarest, Cuza fue elegido también en Valaquia (5 de febrero/24 de enero), considerándose éste el día de la unificación de Moldavia y Valaquia mediante una unión personal.
En 1862, tras misiones diplomáticas que contribuyeron a eliminar la oposición a la acción, se crearon formalmente los Principados Unidos (base de la Rumanía moderna), que instituyeron a Cuza como Domnitor, poniendo así fin oficialmente a la existencia del Principado de Moldavia. Todos los demás asuntos legales pendientes se aclararon tras la sustitución de Cuza por Carlos de Hohenzollern-Sigmaringen en abril de 1866 y la creación de un Reino de Rumanía independiente en 1881.

## Sociedad

#### Aristocracia
- Nobleza
- Rangos y títulos

#### Plebeyo
- Obște
- Impuestos

#### Derecho
- Derecho valaco (Derecho consuetudinario)
- Derecho bizantino
- Estatuto Orgánico (1831-1858)

### Esclavitud
La esclavitud (en rumano: robie) formaba parte del orden social desde antes de la fundación del Principado de Moldavia, hasta que fue abolida por etapas durante las décadas de 1840 y 1850. La mayoría de los esclavos eran de etnia romaní (gitana). También había esclavos de etnia tártara, probablemente prisioneros capturados en las guerras con los tártaros de Nogái y Crimea. La institución de la esclavitud fue atestiguada por primera vez en un documento moldavo de 1470, mediante el cual el príncipe Esteban el Grande libera a Oană, un esclavo tártaro que había huido a la Polonia de Jagellón.
Se desconocen los orígenes exactos de la esclavitud, que era una práctica común en la Europa medieval. Al igual que en el Imperio Bizantino, los romaníes eran mantenidos como esclavos del Estado, de los boyardos o de los monasterios. El historiador Nicolae Iorga asoció la llegada del pueblo romaní con la invasión mongola de Europa en 1241 y consideró su esclavitud como un vestigio de aquella época; creía que los rumanos tomaron a los romaníes como esclavos de los mongoles y conservaron su estatus para controlar su mano de obra. Otros historiadores consideran que los romaníes fueron esclavizados cuando fueron capturados durante las batallas con los tártaros. La práctica de esclavizar a los prisioneros también puede haber sido tomada de los mongoles. Se desconoce la identidad étnica de los "esclavos tártaros", que podrían haber sido tártaros capturados de la Horda de Oro, cumanos o esclavos de tártaros y cumanos. Aunque es posible que algunos romaníes fueran esclavos o tropas auxiliares de los mongoles o los tártaros, la mayoría procedía del sur del Danubio, lo que demuestra que la esclavitud era una práctica muy extendida. Los esclavos tártaros, más reducidos en número, acabaron fusionándose con la población romaní.
Tradicionalmente, los esclavos romaníes se dividían en tres categorías. La más pequeña pertenecía a los hospodars y recibía el nombre en rumano de țigani domnești ("gitanos pertenecientes al señor"). Las otras dos categorías comprendían los țigani mănăstirești ("gitanos pertenecientes a los monasterios"), que eran propiedad de los monasterios ortodoxos rumanos y ortodoxos griegos y los țigani boierești ("gitanos pertenecientes a los boyardos"), que eran esclavizados por la categoría de terratenientes.
La abolición de la esclavitud se llevó a cabo tras una campaña de jóvenes revolucionarios que abrazaban las ideas liberales de la Ilustración. En 1844, el príncipe moldavo Mihail Sturdza propuso una ley sobre la liberación de los esclavos propiedad de la Iglesia y el Estado. En la década de 1850, el movimiento obtuvo el apoyo de casi toda la sociedad rumana. En diciembre de 1855, a propuesta del príncipe Grigore Alexandru Ghica, el Divan aprobó un proyecto de ley redactado por Mihail Kogălniceanu y Petre Mavrogheni, que emancipaba a todos los esclavos a la condición de contribuyentes (ciudadanos).
El apoyo a los abolicionistas se reflejó en la literatura rumana de mediados del siglo XIX. La cuestión de la esclavitud de los romaníes se convirtió en tema de las obras literarias de varios intelectuales liberales y románticos, muchos de los cuales militaban en el campo abolicionista. El movimiento abolicionista rumano también se vio influido por el movimiento mucho más amplio contra la esclavitud de los negros en Estados Unidos a través de informes de prensa y de la traducción de la obra de Harriet Beecher Stowe La cabaña del tío Tom. Traducida por Theodor Codrescu y publicada por primera vez en Iași en 1853, con el título Coliba lui Moșu Toma sau Viața negrilor în sudul Statelor Unite din America (que se traduce de nuevo como "La cabaña del tío Tom o la vida de los negros en el sur de los Estados Unidos de América"), fue la primera novela estadounidense publicada en rumano. El prólogo incluía un estudio sobre la esclavitud de Mihail Kogălniceanu.

## Sistema de sucesión
Hasta el siglo XVII, el principado de Moldavia se heredaba entre varones (las mujeres estaban excluidas del título) de sangre principesca. Bien el príncipe nombraba al heredero, que podía no ser su hijo primogénito o ser un hijo bastardo o, si no había designado uno, lo escogían los terratenientes del principado a su muerte. A continuación, el elegido era ungido por el metropolitano moldavo, que lo proclamaba soberano por derecho divino. Cuando se extendió por la región el poder otomano, el candidato al trono moldavo debió contar asimismo con el beneplácito del sultán para obtener el título. El sistema, aunque en general aseguraba que el cargo lo ostentase un hombre de carácter, también fomentaba las luchas intestinas por obtenerlo y las invasiones de los ejércitos extranjeros llamados para sostener a los distintos aspirantes. En el siglo XVI, por ejemplo, hubo más de veinte príncipes, de reinados efímeros.

## Fuerzas militares

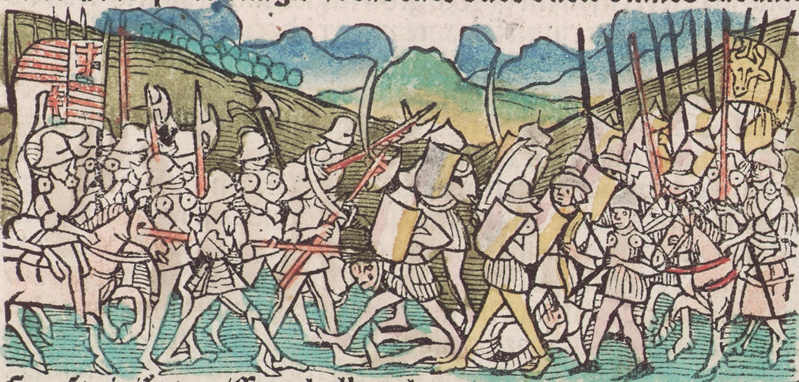
Tropas moldavas en batalla, como se ilustra en Johannes de Thurocz (edición de 1488); se muestra la bandera moldava.

Bajo el reinado de Esteban el Grande, todos los campesinos y aldeanos debían portar armas. Esteban lo justificaba diciendo que "todo hombre tiene el deber de defender a su patria"; según el cronista polaco Jan Długosz, si se encontraba a alguien sin portar un arma, era condenado a muerte. Esteban reformó el ejército promocionando a hombres del campesinado libre răzeși (es decir, algo parecido a los vasallos libres) a infantería (voinici) y caballería ligera (hânsari), reduciendo su dependencia de los boyardos, e introdujo las armas. La Pequeña Hueste (Oastea Mică) constaba de unos 10.000 a 12.000 hombres. La Gran Hueste (Oastea Mare), que podía alcanzar hasta 40.000 personas, se reclutaba entre todo el campesinado libre mayor de 14 años y lo suficientemente fuerte como para portar una espada o utilizar un arco. Esto rara vez ocurría, ya que una leva en masa de este tipo era devastadora tanto para la economía como para el crecimiento de la población. En la batalla de Vaslui, Esteban tuvo que convocar a la Gran Hueste y también reclutó tropas mercenarias.
En la Edad Media y a principios del Renacimiento, los moldavos contaban con una caballería ligera (călărași) que utilizaba tácticas de ataque y retirada similares a las de los tártaros; esto les daba una gran movilidad y también flexibilidad, en caso de que les pareciera más adecuado desmontar de sus caballos y luchar en combate cuerpo a cuerpo, como ocurrió en 1422, cuando 400 arqueros a caballo fueron enviados a ayudar a Jagiellon Polonia, el señor de Moldavia contra los Caballeros Teutónicos. Al entrar en contacto visual con el enemigo, los arqueros a caballo se retiraban a un bosque cercano y se camuflaban con hojas y ramas; según Jan Długosz, cuando el enemigo entraba en el bosque, era "bañado en flechas" y derrotado. La caballería pesada estaba formada por la nobleza, es decir, los boyardos y sus guardias, los viteji (lit. "valientes", pequeña nobleza) y los curteni (caballería de la corte). Todos ellos formaban parte nominalmente de la Pequeña Hueste. En tiempos de guerra, los boyardos estaban obligados por el sistema feudal de lealtad a suministrar tropas al príncipe en función de la extensión de sus dominios señoriales.
Otras tropas consistían en soldados profesionales a pie (lefegii) que cumplían la función de infantería pesada y los plăieși, campesinos libres cuya función era la de guardias fronterizos: vigilaban los pasos de montaña y estaban preparados para tender emboscadas al enemigo y librar acciones dilatorias.
En ausencia del príncipe, el mando se asignaba al Mare Spătar (Gran Espadachín, un cargo militar) o al Mare Vornic (aprox. Gobernador del País; un cargo civil sólo superado por el Voievod, que era ocupado por el propio príncipe). El abastecimiento de las tropas era, según la tradición convertida posteriormente en ley, obligación de los habitantes de las tierras en las que se encontraban los soldados en un momento dado.
La doctrina militar favorita de los moldavos (al igual que la de los valacos) en las guerras (defensivas) era una política de tierra quemada combinada con el hostigamiento del enemigo en avance mediante tácticas de ataque y retirada y la interrupción de las líneas de comunicación y suministro, seguida de una emboscada a gran escala: se atraería a un enemigo debilitado a un lugar donde se encontraría en una posición difícil o imposible de defender. A continuación se producía un ataque general, a menudo con resultados devastadores. Los restos destrozados de lo que una vez fue el ejército enemigo serían perseguidos de cerca y hostigados hasta la frontera y a veces más allá. Un ejemplo típico del empleo con éxito de este escenario es la batalla de Vaslui.
Hacia finales del siglo XV, especialmente tras el éxito de las armas de fuego y los cañones, los mercenarios se convirtieron en una fuerza dominante en el ejército del país. Con las exigencias económicas creadas por el estancamiento del Imperio Otomano, la fuerza disminuyó y sólo contaba con mercenarios como los seimeni.
El Tratado de Adrianópolis de 1829 permitió a Moldavia mantener de nuevo sus propias tropas, dejando de actuar como auxiliar bajo estricta supervisión otomana y le asignó banderines rojos sobre azul (véase Bandera y escudo de Moldavia). Su renovada existencia bajo Mihail Sturdza fue un importante símbolo y punto de encuentro para la causa nacionalista, contribuyendo a provocar la revolución moldava de 1848.

### Flota
Una de las primeras menciones de una flota naval moldava se encuentra en relación con el gobierno de Aarón el Tirano, que la utilizó para ayudar al gobernante valaco Miguel el Valiente a establecer su control sobre la rama Chilia del Danubio y Dobruja.
El Tratado de Adrianópolis preveía la creación de una fuerza naval de autodefensa moldava, compuesta por barcos de caicque. En la década de 1840 se empezaron a construir goletas armadas con cañones. Además de patrullar el Danubio, recorrían sus afluentes, el Siret y el Prut.

## Geografía

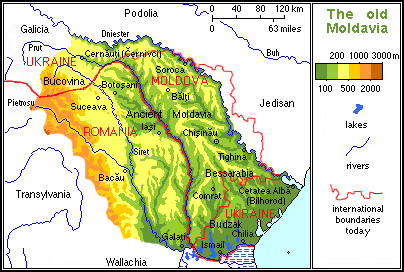
Mapa físico de Moldavia

Geográficamente, Moldavia está limitada por los montes Cárpatos al Oeste, el río Cheremosh al Norte, el río Dniéster al Este y el Danubio y el Mar Negro al Sur. El río Prut fluye aproximadamente por su centro de norte a sur.
De la Moldavia de finales del siglo XV, con una superficie de 94.862 km2, la mayor parte y el núcleo del antiguo principado se encuentra en Rumanía (45,6%), seguida de la República de Moldavia (31,7%) y Ucrania (22,7%). Esto representa el 88,2% de la superficie de la República de Moldavia, el 18% de la de Rumanía y el 3,5% de la de Ucrania.
La región es en su mayor parte montañosa, con una cadena de montañas en el oeste y zonas llanas en el sureste. La mayor altitud de Moldavia es el pico Ineu (2.279 m), que es también el punto más occidental de la región.
Las zonas de Moldavia pobladas por húngaros csángó se denominan a veces Tierra Csángó.

## Población

### Población histórica
Los historiadores contemporáneos estiman la población (históricamente denominada moldavos) del Principado de Moldavia en el siglo XV entre 250.000 y 600.000 personas, pero en 1769-1774 se realizó por primera vez un censo exhaustivo.
En 1848, la parte noroccidental, anexionada en 1775 por el Imperio de los Habsburgo, Bucovina, tenía una población de 377.571 habitantes; en 1856, la mitad oriental de Moldavia, Besarabia, anexionada en 1812 por el Imperio ruso, tenía una población de 990.274 habitantes, mientras que la población de Moldavia propiamente dicha (la mitad occidental), en 1859, era de 1.463.927 habitantes.
La población contemporánea alcanzó su máximo en 1992, con 10,07 millones de habitantes en las tres divisiones históricas (Moldavia Occidental, Besarabia y Bucovina). En 2011, la población era de 8,63 millones de habitantes, de los cuales 3,67 millones correspondían a Moldavia Occidental, 3,86 millones a Besarabia y 1,08 millones a Bucovina.

### Ciudades
Las mayores ciudades (según los últimos censos) y áreas metropolitanas de la región de Moldavia son:
Rumanía:
- Iași: 290.422 (465.477 en área metropolitana); capital de Moldavia entre 1564 y 1859
- Galați: 249.432 (323.563)
- Bacău: 144.307 (223.239)
- Botoșani: 106.847 (144.617)
- Suceava: 92.121 (144.100); capital de Moldavia entre 1388 y 1564
- Piatra Neamț: 85.055 (131.334)
- Focșani: 79.315 (125.699)

Ucrania:
- Chernivtsí (Cernăuți): 240.600
- Izmaíl (Ismail): 84.815

Moldavia:
- Chisináu: 532.513 (662.836 en el área metropolitana)
- Bălți: 97.930 (102.457)
- Tighina (Bender): 91.882

## Educación

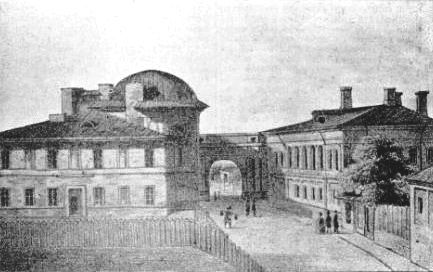
La Academia Mihăileană fue la primera institución moderna de enseñanza superior de Moldavia.

En 1562 se fundó en Cotnari, cerca de Iași, la llamada Schola Latina (Colegio Académico Latino), escuela que marcó el inicio de las instituciones organizadas de educación humanística en Moldavia.
El primer instituto de enseñanza superior que funcionó en el territorio de Rumanía fue la Academia Vasiliană (1640), fundada por el príncipe Vasile Lupu como Escuela Superior de Latín y Lenguas Eslavas, a la que siguió la Academia Principesca, en 1707. La primera estructura de enseñanza superior en lengua rumana se estableció en otoño de 1813, cuando Gheorghe Asachi sentó las bases de una clase de ingenieros, cuyas actividades tenían lugar en el seno de la Academia Principesca Griega.
Después de 1813, otros momentos marcaron el desarrollo de la enseñanza superior en lengua rumana, tanto en lo que se refiere a las humanidades como a las ciencias técnicas. La Academia Mihăileană, fundada en 1835 por el príncipe Mihail Sturdza, se considera el primer instituto superior rumano. En 1860, tres facultades de la Academia Mihăileană formaron el núcleo de la recién creada Universidad de Iași, la primera universidad moderna rumana.

## Cultura

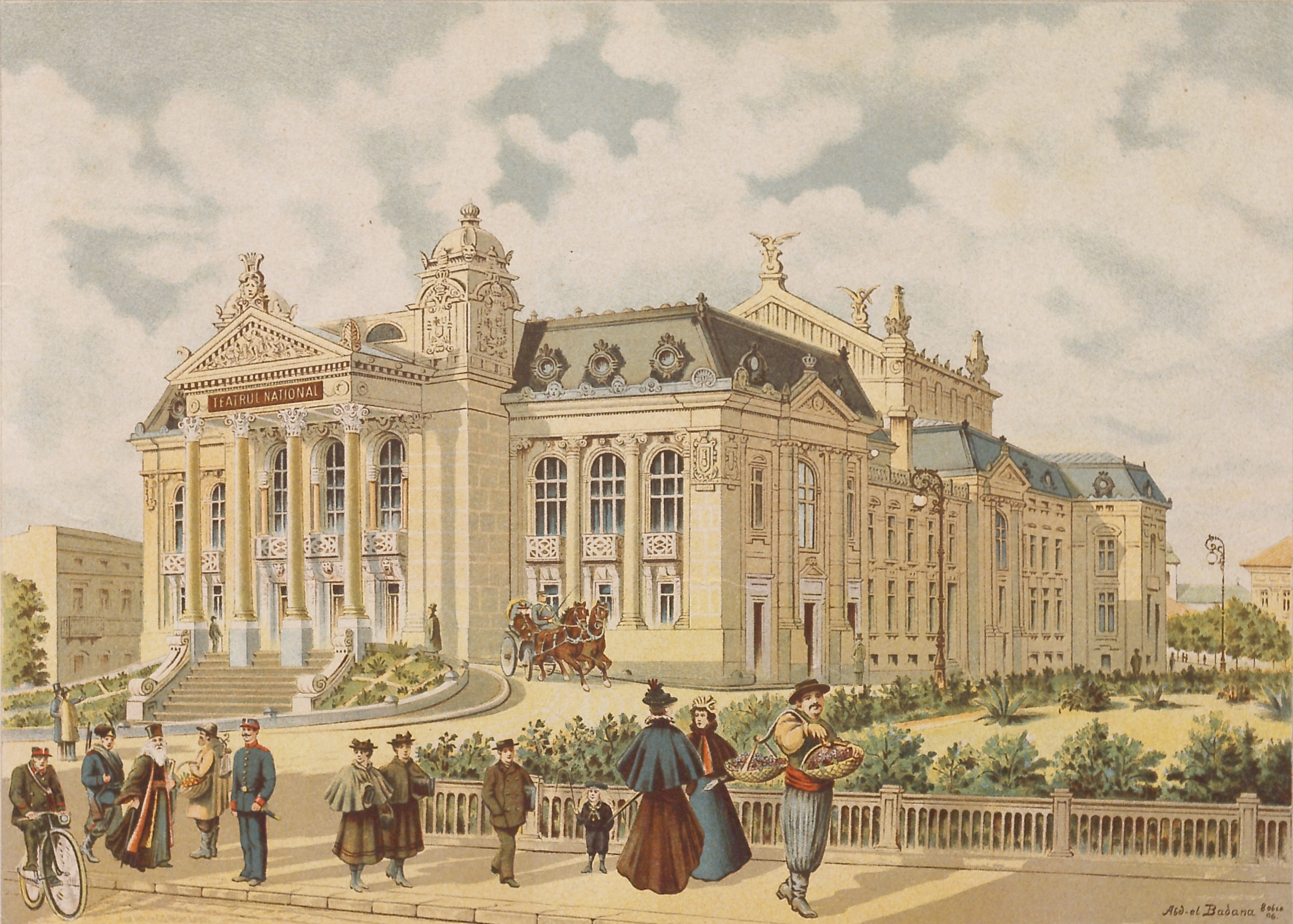
El Gran Teatro de Moldavia, Iași, 1896

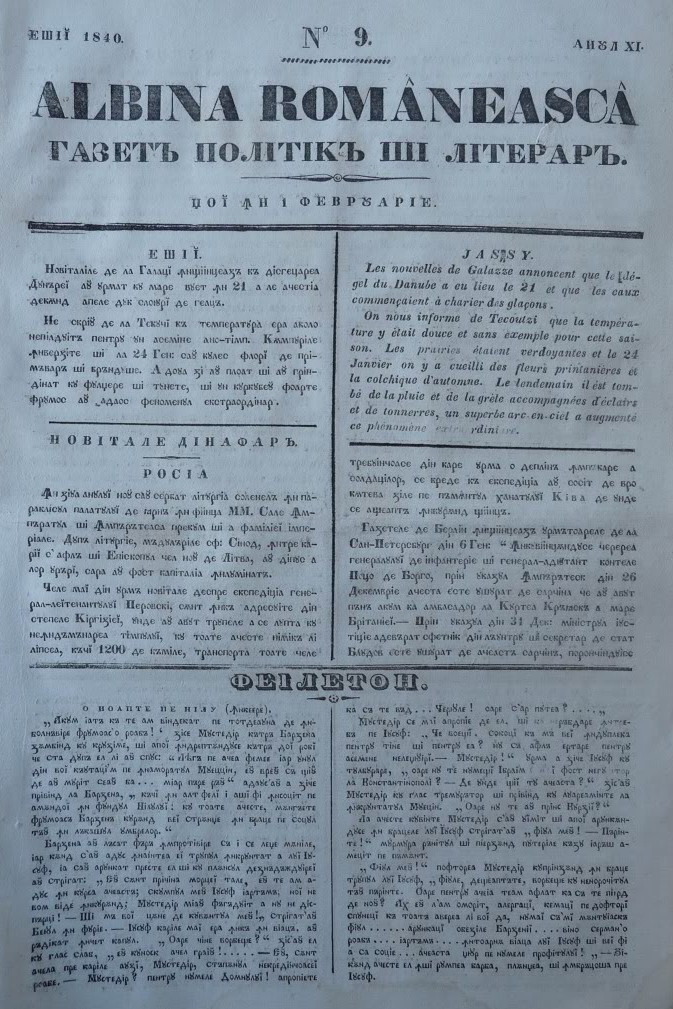
Albina Românească (La Abeja Rumana) fue, en 1829, la primera revista en lengua rumana publicada en Moldavia.

### Literatura
- Cazania lui Varlaam
- Descriptio Moldaviae
- Crónica de Huru
- Grigore Ureche
- Miron Costin
- Nicolae Costin
- Ion Neculce
- Demetrio Cantemir
- Gheorghe Asachi

### Revistas y periódicos
- Alăuta Românească
- Albina Românească
- Dacia Literară
- Propășirea
- România Literară
- Steaua Dunării
- Zimbrul și Vulturul

### Teatro
- Gran Teatro/Teatro Nacional

### Arquitectura
- Estilo moldavo

- Patrimonio de la Humanidad:
  - Iglesias de Moldavia
  - Residencia de los Metropolitanos de Bucovina y Dalmacia
  - Punto Geodésico de Rudi (como parte del Arco Geodésico de Struve)
  - Lista provisional:
    - Monasterio de Neamt
    - Monasterio de los Tres Jerarcas
    - Paisaje Cultural del Orheiul Vechi (El Viejo Orhei)
    - Suelos Crernozem típicos de la Estepa Balti
    - Bosque Secular de Slătioara